# Almendral (kommunhuvudort)
Almendral är en kommunhuvudort i Spanien.   Den ligger i provinsen Provincia de Badajoz och regionen Extremadura, i den sydvästra delen av landet, 300 km sydväst om huvudstaden Madrid. Almendral ligger 325 meter över havet och antalet invånare är 1 327.
Terrängen runt Almendral är platt åt nordväst, men åt sydost är den kuperad. Terrängen runt Almendral sluttar norrut.Runt Almendral är det glesbefolkat, med 12 invånare per kvadratkilometer. Närmaste större samhälle är Santa Marta, 16,7 km öster om Almendral. Omgivningarna runt Almendral är huvudsakligen savann.